# Кинира (остров)
Кѝнира (на гръцки: Κοίνυρα) е малък остров в северната част на Бяло море, близо до югоизточното крайбрежие на остров Тасос, Гърция. Островът е населен и в административно отношение е част от дем Тасос. Площта на острова е 1,356 km2 със средна надморска височина 50 m. Според преброяването от 2001 година има 4 жители. Част е от демова единица Теологос. Срещу него на Тасос е село Кинира.
Островът е част от Натура 2000.